# 2007 МакКаскі
2007 МакКаскі (2007 McCuskey) — астероїд головного поясу, відкритий 22 вересня 1963 року.
Тіссеранів параметр щодо Юпітера — 3,524.